# Donald Barthelme
Donald Barthelme (1931—1989), născut la Philadelphia, în Pennsylvania, este considerat unul dintre creatorii ficțiunii postmoderne în limba engleză. S-a impus prin stilul său concis și ironic, în aparență extrem de simplu, dar încărcat de referințe metatextuale.

## Biografie
S-a născut în Pennsylvania, însă a crescut în Texas, după ce familia lui s-a mutat la Houston, pe când el avea doar doi ani. A urmat cursurile Universității din Houston, după care a lucrat o perioadă publicând articole în paginile de cultură ale cotidianului The Houston Post. O scurtă vreme a fost directorul Muzeului de Artă Contemporană din Houston, scriind în paralel ceea ce el numea texte ciopârțite. În 1962 s-a mutat definitiv la New York pentru a se dedica exclusiv carierei de scriitor și a început publicând proză scurtă în The New Yorker. A fost membru al Academiei Americane și al Institutului de Arte și Litere și unul dintre laureații prestigiosului National Book Award.

### Opera
Opera sa numără patru romane:
- Albă ca Zăpada (1967)
- Tatăl mort (1975)
- Paradis (1986)
- Regele (1989)

De asemenea, opera sa cuprinde peste o sută de povestiri, publicate în volumele Întoarce-te, dr. Caligari, Practici indicibile, acte nenaturale, Viața la oraș și Tristețe, precum și nenumărate eseuri și interviuri pe teme dintre cele mai alese.
Ultimul său roman, Regele, este o pseudo-alegorie a mitului Regelui Artur și al Cavalerilor Mesei Rotunde, puși să trăiască în perioada celui de-al Doilea Război Mondial. Ironia lui Barthelme transpare insinuant în discrepanțele dintre lumea așa zis romantică a personajelor medievale și societatea europeană din cel mai tulbure deceniu al secolului al XX-lea.